# Duramen

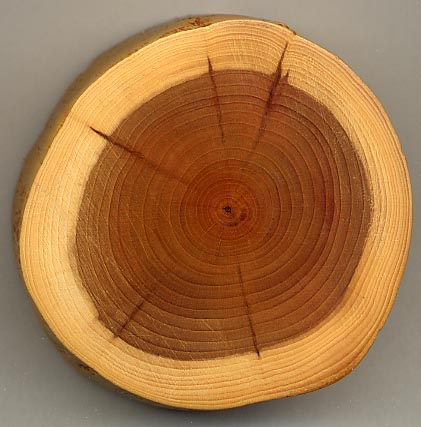
Tall transversal d'un tronc de teix, on es veuen bé 27 anells de creixement, el duramen (la fusta fosca) i l'albeca (la fusta clara).

Diagrama representant una secció d'un tronc
d'arbre:
1. Medul·la
2.
Duramen
3. Albeca
4. Càmbium
5.
Floema
6. Escorça

El duramen (del llatí duramen) és la part de la fusta que ocupa pràcticament tota la part central del tronc i les branques dels arbres.
El duramen està compost per cèl·lules mortes l'única funció de les quals és donar al tronc una estructura interna forta i resistent amb la qual pugui sostenir tot el pes de les branques i la capçada en general.
El duramen està envoltat per una prima albeca i en general és de color més fosc o d'un color totalment diferent de l'albeca. Com que està saturat de certes substàncies conservants que produeix el mateix arbre, el duramen també és molt més dur pesant i resistent que l'albeca a l'atac de fongs i insectes. Segons les espècies d'arbres és més o menys fàcil diferenciar albeca del duramen, per exemple és relativament fàcil en els cedres i els roures no tant en el pins i pràcticament impossible en els pollancres.

## Formació
A la majoria dels arbres la part interna de la fusta cesa en la seva activitat conductora i les seves cèl·lules vives (parenquimàtiques) moren degut fonamentalment a certs canvis: 
- desintegració del protoplasma.
- reforç de les parets amb més lignina.
- acumulació en el lumen o impregnació de les parets amb substàncies orgàniques i inorgàniques: tanins, olis, gomes, resines, colorants compostos aromàtics carbonat de calci i silici.
- bloqueig dels vasos amb tílides.

La fusta que ha sofert aquest canvis és el duramen. Com més gran és la impregnació, més gran és la resistència als microorganismes que provoquen el podriment.